# Morella (Spanyolország)
Morella egy község Spanyolországban, Castellón tartományban. Morella Ares del Maestrat, Castell de Cabres, Castellfort, Catí, Cinctorres, Forcall, Herbés, Palanques, Vallibona, Villores, Xert és Zorita del Maestrazgo községekkel határos. Lakosainak száma 2494 fő (2024).

## Népesség
A település népessége az elmúlt években az alábbi módon változott:
| Lakosok száma | 2718 | 2782 | 2802 | 2822 | 2794 | 2638 | 2504 | 2430 | 2406 | 2494 |
|               | 2001 | 2004 | 2006 | 2009 | 2011 | 2014 | 2016 | 2019 | 2021 | 2024 |